# 전재홍 (영화 감독)
전재홍(1977년 ~ )은 대한민국의 영화 감독이다. 2008년 작품 아름답다, 2011년 작품 풍산개로 데뷔했다.
서울특별시에서 태어나 3학년 때 보컬 레슨을 받기 시작했다. 15세 나이에 미국으로 이주하였다.
영화 제작을 추구하기로 결심한 뒤 뉴욕으로 옮겨서 핸드헬드 카메라에 200달러를 지불하고 단편 영화를 촬영하기 시작했다.

## 참여 작품
- 아름답다
- 풍산개 (영화)